# Ludwig Bindewald
Ludwig Matthäus Bertram Bindewald (* 17. August 1854 in Berlin; † 19. Juni 1893 in Bad Reichenhall) war ein preußischer Verwaltungsjurist und Landrat des Oberlahnkreises.

## Leben
Der Protestant Ludwig Bindewald war ein Sohn des Geheimen Oberregierungsrats und Vortragenden Rats im preußischen Kultusministerium Wilhelm Ludwig Julius Bindewald und dessen Ehefrau Sophie, geb. Wilke. Nach dem Besuch von Gymnasien in Wernigerode und Berlin, legte er im Jahr 1876 die Reifeprüfung an der königlichen Klosterschule Ilfeld ab. Im Anschluss absolvierte er ein Studium der Rechts- und Staatswissenschaftenen in Berlin, Tübingen und Halle. Nachdem er 1880 in Naumburg an der Saale sein Erstes juristisches Staatsexamen abgelegt hatte, wurde er Gerichtsreferendar in Magdeburg, Stolberg (Harz) und Halle an der Saale.
Nach der im Jahr 1882 erfolgten Ernennung zum Regierungsreferendar war er bei den Regierungen Merseburg und Kassel, sowie bei der Kreis- und Stadtverwaltung in Oschersleben tätig. Im Anschluss legte er in Berlin sein Zweites juristisches Staatsexamen ab, worauf er zum Regierungsassessor ernannt und ab 1886 bei der Regierung Wiesbaden tätig wurde. Zum 1. Januar 1889 wurde er zunächst kommissarisch mit der Verwaltung des Landratsamtes des Oberlahnkreises in Weilburg betraut, bevor im September 1889 die definitive Ernennung zum Landrat folgte. Er übte dieses Amt bis zu seinem Tod aus.

## Politik
Ludwig Bindewald war seit 1893 Mitglied des Nassauischen Kommunallandtags des preußischen Regierungsbezirks Wiesbaden bzw. des Provinziallandtags der Provinz Hessen-Nassau für den Oberlahnkreis, wo er Mitglied des Eingabenausschusses war.

## Familie
Ludwig Bindewald heiratete am 8. Juni 1885 Maria Pernice (* 14. April 1861 in Göttingen; † 22. Februar 1927 in Kassel), Tochter des Rechtswissenschaftlers, Hochschullehrers und Beauftragten des ehemaligen Kurfürsten und Landgrafen Friedrich Wilhelm I. von Hessen Herbert Pernice und dessen Ehefrau Emilie, geb. Hellfeld.
Ihre Tochter Ave (1890–1970) heiratete 1933 den verwitweten Bernhard von Stegmann und Stein (1876–1952), Dr.rer.pol., ehemaliger Verleger und Redakteur der "Weimarischen Zeitung" (ab 1919 "Thüringer Tageszeitung"), großherzoglich-sächsischer Kammerherr und königlich-preußischer Rittmeister der Reserve, der in erster Ehe mit Marie von Rauch (1864–1930) verheiratet war, Tochter des königlich-preußischen Oberst Egmont von Rauch und dessen Ehefrau Louise geborene von Schierstaedt.